# Liste des évêques de Cuenca

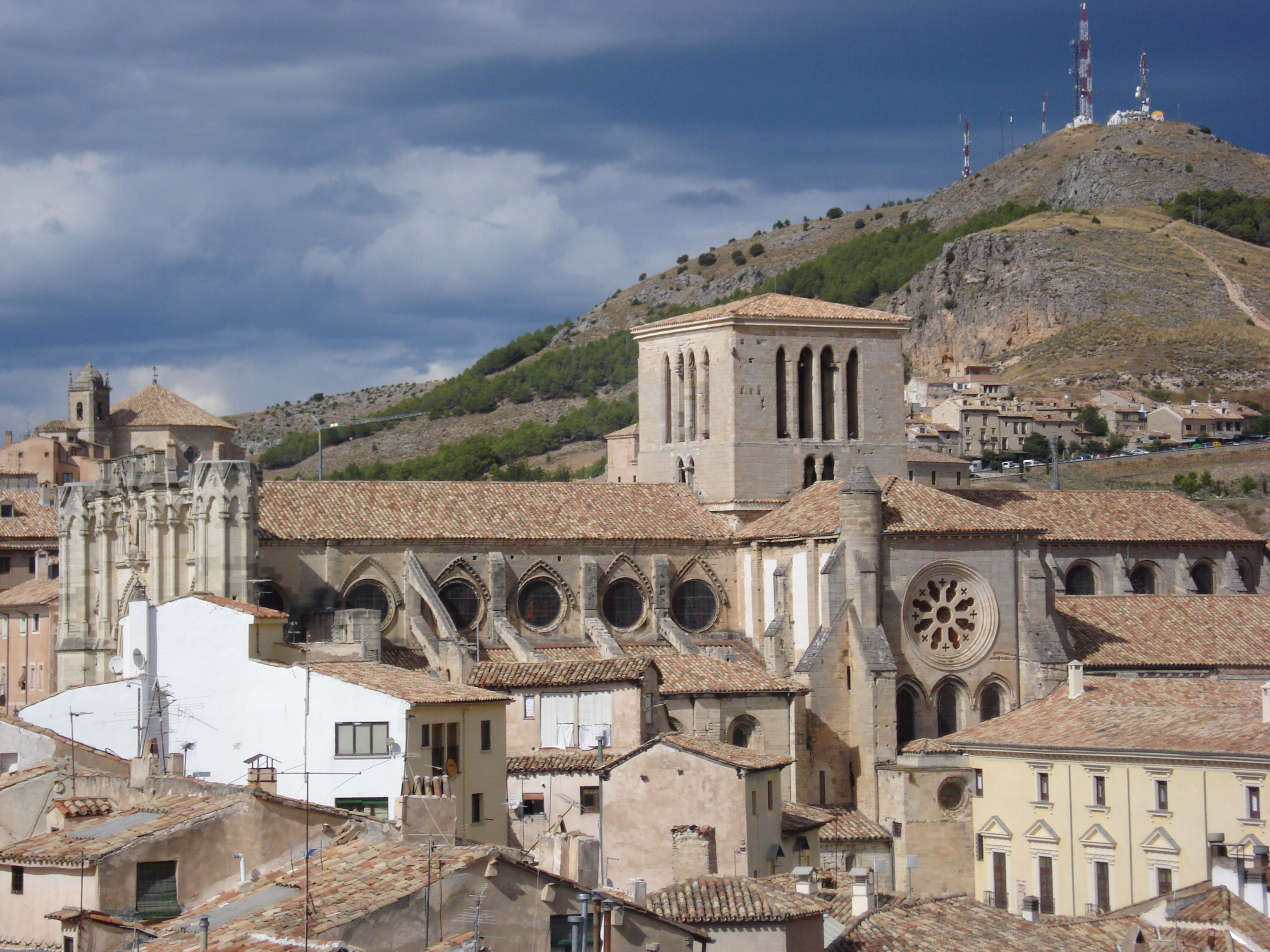
Cathédrale Sainte-Marie-et-Saint-Julien de Cuenca.

Liste des évêques du diocèse de Cuenca de 1183 à nos jours.

## Évêques de Cuenca
- Juan Yáñez (1183-1195)
- Julián de Cuenca (1196-1208)
- García (1208-1225)
- Lope (1225-?)
- Gonzalo Ibáñez (1236-1246)
- Mateo Reinal (1247-1257)
- Rodrigo (1260-?)
- Pedro Laurencio (1264-1271)
- Gonzalo García Gudiel (1272-1275) nommé évêque de Burgos
- Diego (1276-?)
- Tello (1284)
- Gonzalo II García Gudiel (1280-1288)
- Gonzalo Díaz Palomeque (1289-1299) nommé archevêque de Tolède
- Pascual (1299-1320)
- Esteban Miguéis O.F.M (1322-1326)
- Fernando (1326-?)
- Juan del Campo (1327-1328)
- Otón (1328-1338)
- Gonzalo de Aguilar (1339-1341) nommé évêque de Sigüenza
- García (1342-1359)
- Bernal Zafón (1362-1372)
- Pedro Gómez Barroso (1373-1378) nommé archevêque de Séville
- Nicolás de Biedma (1379-1381) nommé évêque de Jaén
- Álvaro Martínez (1382-1396)
- Juan Cabeza de Vaca (1396-1403)
- Juan (1407)
- Diego de Anaya Maldonado (1408-1417) nommé archevêque de Séville
- Alvaro Núñez de Isorna (1418-1445) nommé archevêque de Saint-Jacques-de-Compostelle
- Lope de Barrientos (1445-1469)
- Antonio Jacobo de Véneris (1469-1479)
- Rafael Riario (1479-1482) nommé évêque de Salamanque
- Alonso de Burgos O.P (1482-1485) nommé évêque de Palencia
- Alonso Ulloa de Fonseca Quijada (1485-1493) nommé évêque d'Osma-Soria
- Raffaele Sansoni Riario (1493-1518) administrateur apostolique puis nommé évêque de Malaga
- Diego Ramírez de Fuenleal (1518-1537)
- Alessandro Cesarini (1538-1542) administrateur apostolique
- Francisco de Onteniente (meurt avant de prendre possession du siège)
- Sebastián Ramírez de Fuenleal (1542-1547)
- Miguel Muñoz (1547-1553)
- Pedro de Castro Lemos (1553-1561)
- Bernardo de Fresneda, O.F.M (1562-1571) nommé évêque de Cordoue
- Gaspar de Quiroga y Vela (1571-1577) nommé archevêque de Tolède
- Diego de Covarrubias y Leiva (1577-1577)
- Rodrigo de Castro Osorio (1578-1581) nommé archevêque de Séville
- Gómez Zapata (1582-1587)
- Juan Fernández Vadillo (1587-1595)
- Pedro Portocarrero (1597-1600)
- Andrés Pacheco (1601-1622)
- Enrique Pimentel Zúñiga (1623-1653)
- Juan Francisco Pacheco (1653-1663)
- Franciso Zárate Terán (1664-1679)
- Alonso Antonio San Martín (1681-1705)
- Miguel del Olmo y de la Riva (1706-1721)
- Juan de Lancaster Norona (1721-1733)
- Diego González Toro y Villalobos (1734-1737)
- José Flórez Osorio (1738-1759)
- Isidro Carvajal Lancaster (1760-1771)
- Sebastián Flórez Pavón (1771-1777)
- Felipe Antonio Solano Marín (1779-1800)
- Antonio Palafox y Croy (1800-1802)
- Ramón Falcón y Salcedo (1803-1826)
- Jacinto Ramón Rodríguez (1827-1841)
- Juan Gualberto Ruiz (1847-1848)
- Fermín Sánchez Artesero (1849-1855)
- Miguel Payá y Rico (1858-1874) nommé archevêque de Saint-Jacques-de-Compostelle
- Sebastián Herrero Espinosa de los Monteros (1875-1876) nommé évêque de Vitoria
- José Moreno Mazón (1877-1881)
- Juan María Valero Nacarino (1882-1890)
- Pelayo González Conde (1891-1899)
- Wenceslao Sangüesa y Guía (1900-1921)
- Cruz Laplana y Laguna (1921-1936)
- Inocencio Rodríguez Díez (1943-1973)
- José Guerra Campos (1973-1996)
- Ramón del Hoyo López (1996-2005) nommé évêque de Jaén
- José María Yanguas Sanz (es) (2005-...)

## Source
- (es) Cet article est partiellement ou en totalité issu de l’article de Wikipédia en espagnol intitulé « Anexo:Obispos de Cuenca » (voir la liste des auteurs).